# Aaron Lewis
Aaron Lewis (ur. 13 kwietnia 1972 w Rutland, Vermont, USA) – wokalista i gitarzysta rytmiczny w zespole Staind.

## Życiorys
Znany jest z zamiłowania do wędkarstwa, łowiectwa i gry w golfa. Jest żonaty (Vanessa Lewis) i ma trzy córki (Zoe Jane, Nyla Rae, Indie Shay).
Wystąpił gościnnie na płycie "13 Ways To Bleed On The Stage" zespołu Cold w utworach "Send In The Clowns" i "Bleed", a także na albumie Animosity zespołu Sevendust w utworze "Follow".
Brał również udział w remixie piosenki "Crawling" zespołu Linkin Park na płycie Reanimation.
W 2006 roku piosenkarz został sklasyfikowany na 49. miejscu listy 100 najlepszych wokalistów wszech czasów według Hit Parader.

## Dyskografia
Albumy studyjne
| Tytuł    | Dane dot. albumu                                     | Pozycja na liście | Pozycja na liście |
| Tytuł    | Dane dot. albumu                                     | USA               | USA Country       |
| -------- | ---------------------------------------------------- | ----------------- | ----------------- |
| The Road | - Data: 13 listopada 2012 - Wydawca: Blaster Records | 30                | 7                 |

Minialbumy
| Tytuł     | Dane dot. albumu                            | Pozycja na liście | Pozycja na liście | Pozycja na liście | Pozycja na liście |
| Tytuł     | Dane dot. albumu                            | USA               | USA Ind.          | USA Rock          | USA Country       |
| --------- | ------------------------------------------- | ----------------- | ----------------- | ----------------- | ----------------- |
| Town Line | - Data: 1 marca 2011 - Wydawca: R&J Records | 7                 | 3                 | 3                 | 1                 |

Single
| "Outside" (Aaron Lewis with Fred Durst)                              | 2000 | 56 | –  | 22 | —  |                    | –         |
| "Country Boy" (Aaron Lewis featuring George Jones & Charlie Daniels) | 2011 | 87 | 39 | 23 | 57 | - USA: złota płyta | Town Line |
| "Forever"                                                            | 2012 | –  | –  | –  | 50 |                    | The Road  |
| "Endless Summer"                                                     | 2012 | –  | –  | –  | 54 |                    | The Road  |
| "—" singel nie był notowany.                                         |      |    |    |    |    |                    |           |